# Margarella fulminata
Margarella fulminata är en snäckart som först beskrevs av Hutton 1873.  Margarella fulminata ingår i släktet Margarella och familjen pärlemorsnäckor. Inga underarter finns listade i Catalogue of Life.